# Nick Offerman
Nicholas "Nick" Offerman (sinh ngày 26 tháng 6 năm 1970) là một nam diễn viên người Mỹ. Ông được biết đến qua vai Ron Swanson trong sitcom Parks and Recreation của đài NBC.

## Phim đã tham gia

### Điện ảnh
| Năm  | Tên phim                         | Vai diễn          | Ghi chú    |
| ---- | -------------------------------- | ----------------- | ---------- |
| 2021 | Thợ săn yêu tinh: Titan trỗi dậy | Varvatos Vex      | Lồng tiếng |
| 2024 | Ngày tàn của đế quốc             | Tổng thống Hoa Kỳ |            |

### Truyền hình
| Năm       | Tên phim                               | Vai diễn     | Ghi chú       |
| --------- | -------------------------------------- | ------------ | ------------- |
| 2018-2019 | Bộ ba trời giáng: Câu chuyện ở Arcadia | Varvatos Vex | Lồng tiếng    |
| 2023      | The Last Of Us                         | Bill         | Diễn viên phụ |